# Vladímir Fedoséyev

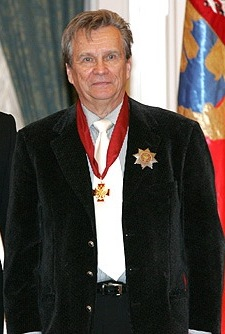
(2005)

Vladímir Ivánovich Fedoséyev (Leningrado, Unión Soviética 5 de agosto de 1932) es un director de orquesta ruso.

## Biografía
Vladímir Ivánovich Fedoséyev nació el 5 de agosto de 1932 en Leningrado, entonces la Unión Soviética.
Fedoséyev se graduó en la Escuela Estatal de Música Gnessin en 1957, y el Conservatorio de Moscú en 1972. Fue director artístico y director jefe de la Orquesta Sinfónica Chaikovski de la Radio de Moscú entre 1974 y 1999.  También ha sido director principal de la Sinfónica de Viena a partir de 1977. En el año 2006, era director musical de la Orquesta Sinfónica Chaikovski de la Radio de Moscú.
Fedoséyev ha defendido particularmente las óperas de Rimski-Kórsakov y la música de Valeri Gavrilin.
Ha recibido el Premio Estatal Glinka de la RSFSR, la Orden "Por el Valor en el Trabajo", y distinción como "Resistente en el sitio de Leningrado". El asteroide (7741) Fedoseev recibió este nombre en su honor.

## Discografía selecta
Su grabación de La noche de mayo de Nikolái Rimski-Kórsakov recibió el premio Orphée d'Or otorgado por la francesa Académie du Disque Lyrique.
En 2002-2003 el sello suizo Relief publicó una serie "Anni in Concordia 1974-1999", principalmente relanzamientos de grabaciones Melodiya, como tributo a la obra de Fedoseyev con la Orquesta Sinfónica Chaikovski. Esta serie presenta libretos en cirílico de óperas poco conocidas en Occidente.